# Ln (Unix)

Comanda ln este folosită în UNIX pentru a crea linkuri la fișiere.

## Fișiere link
Linkurile ne permit să avem în sistemul de fișiere un singur fișier sub mai multe nume și aparent în locuri diferite.
Există două tipuri de linkuri, ambele create de comanda ln: hard links și symbolic links. Linkurile simbolice sunt legături către
numele fișierului, în timp ce linkurile hard sunt legături către fișierul propriu-zis. Diferența dintre ele devine vizibilă în momentul în
care fișierul este mutat sau șters: linkurile simbolice nu sunt actualizate, în timp ce linkurile hard sunt actualizate.

## Sintaxă
```
ln [opțiuni] fișier link
```

unde fișier este sursa iar link este legătrura.
Dintre opțiunile cel mai des folosite amintim:
-s (symbolic) - creează un link simbolic.
-f (force) - dacă linkul există deja, este mai întâi șters.

## Exemple
Următorul exemplu creează un link simbolic slink.txt către un fișier data.txt
```
$ ln -s data.txt slink.txt
$ ls -li
 969768 -rw-r--r-- 1 alex alex   10 Dec  9 09:11 data.txt
 969817 lrwxrwxrwx 1 alex alex    8 Dec  9 09:11 slink.txt -> data.txt
```